# Palau-Sacosta
 (septembre 2023).

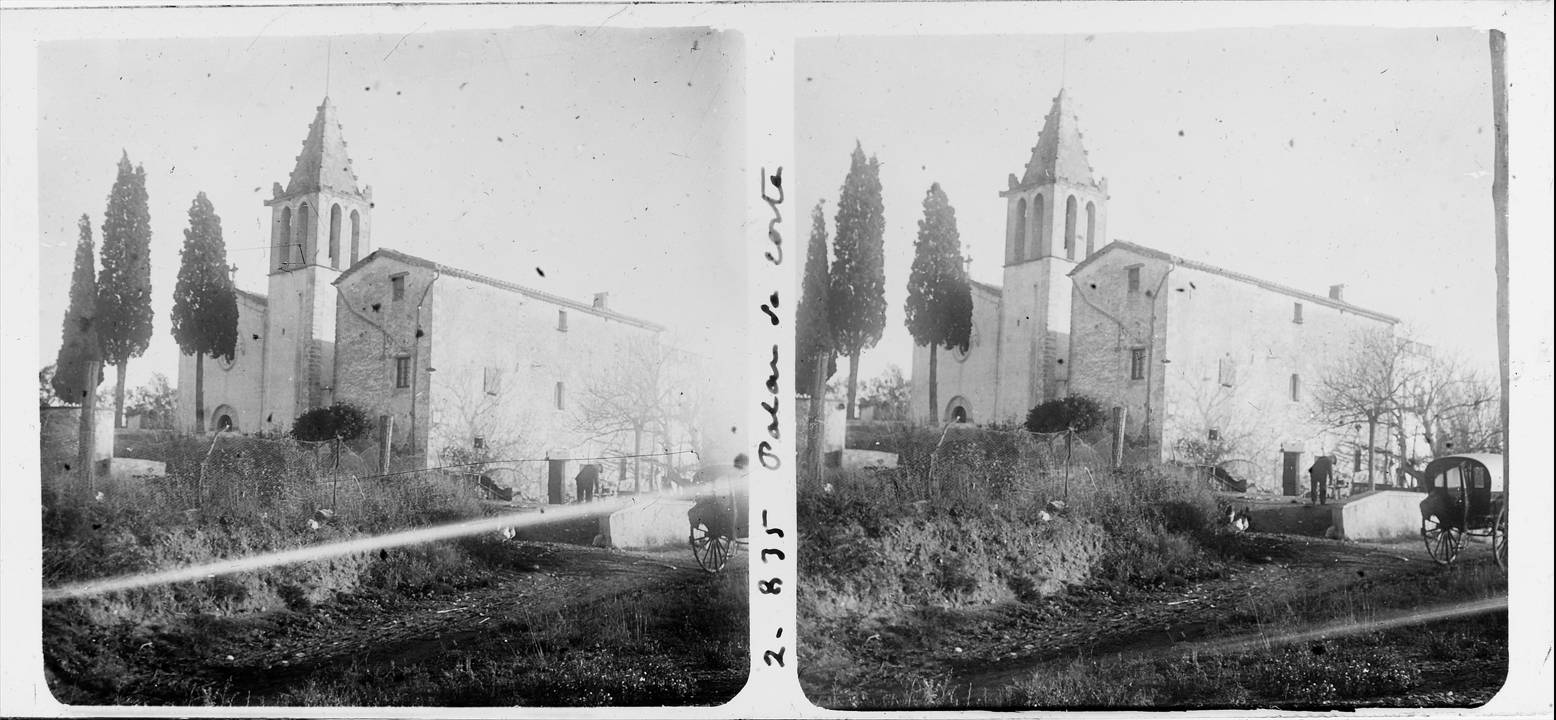
Vue de l'église de Palau-sacosta. Josep Salvany i Blanch (1924).

Palau-Sacosta était une commune de la comarque de Gironès intégré à la commune de Gérone en 1963.